# Kristi Kirke
Kristi Kirke (eng:Church of Christ) var det oprindelige navn på den kirke, som grundlagdes af Joseph Smith uformelt i 1829 og officielt i 1830, samme år som Mormons Bog blev udgivet. I 1834 skiftede kirken officielt navn til The Church of the Latter Day Saints (Kirken af de Sidste Dages Hellige). Dette navn står stadig skrevet over indgangen til det første mormontempel, som blev bygget i Kirtland, Ohio. I 1838 skiftede kirken officielt navn til The Church of Jesus Christ of Latter Day Saints (Jesu Kristi Kirke af Sidste Dages Hellige).
Ved Joseph Smiths død blev kirken splittet, da han ikke havde givet nogle klare retningslinjer for, hvem der skulle afløse ham som Kirkens præsident og profet, seer og åbenbarer. 
Dette medførte stor uenighed om hvem der skulle være leder. En del af kirkens medlemmer forblev i området omkring Illinois, hvor de fragmenteredes i forskellige kirkelige grupper. Disse blev senere for de flestes vedkommende samlet i Den Reorganiserede Jesu Kristi Kirke af Sidste Dages Hellige (i dag kendt under navnet Kristi Fællesskab. Den største gruppe af medlemmer bakkede imidlertid op om Brigham Young, som under Joseph Smiths tid havde fungeret som præsident for De 12 apostles råd - kirkens øverste råd. Ikke mindst de mange tusinde medlemmer, som hele tiden kom til fra Europa (navnlig fra Storbritannien og Danmark) var loyale overfor Brigham Young, og anerkendte ham som kirkens retmæssige profet.
Kendetegnende for alle grupperingerne er, at de mener, at de repræsenterer den rigtige oprindelige kirke, som Joseph Smith oprettede. 
Kristi Kirke accepterede aldrig officielt flerkoneri, på trods af Joseph Smith havde modtaget åbenbaring herom, og selv praktiserede det i det skjulte. Kun ganske få udvalgte medlemmer var vidende herom. Under Brigham Youngs ledelse blev denne praksis officiel, mens den blev benægtet I den Reorganiserede Jesu Kristi Kirke af Sidste Dages Hellige.
- Jesu Kristi Kirke af Sidste Dages Hellige (mormonkirken), som fulgte Brigham Young. Den eneste af disse kirker som tillod flerkoneri. De tilføjede en bindestreg mellem Latter og Day.
- Den Reorganiserede Jesu Kristi Kirke af Sidste Dages Hellige, som fulgte Joseph Smiths søn Joseph Smith III.
- Jesu Kristi Kirke af Sidste Dages Hellige, som fulgte James Strang, han påstod som den eneste af de påståede profeter at oversætte nogle optegnelser, han selv havde fundet.
- Jesu Kristi Kirke, som fulgte Sidney Rigdon og senere William Bickerton.
- Jesu Kristi Kirke af Zions Børn, som kun fulgte Sidney Rigdom, denne kirke er den eneste af disse mormonkirker, som ikke længere eksisterer.
- Kristi Kirke, som fulgte Granville Hedrick, denne mormonkirke ejer tempelpladsen, hvor Joseph Smith profeterede, at der skulle bygges endnu et tempel, som skulle være centrum for alle mormoner ved dommedag.
- Kristi Kirke, som fulgte Alpheus Cutler, den eneste mormonkirke som ikke missionerer.

Andre mormonsekter omfatter
- Fundamentalistiske Jesu Kristi Kirke af Sidste Dages Hellige
- Kristi Kirke med Elias' budskab
- Jesu Kristi Levningskirke af Sidste Dages Hellige

Anden menighed med det danske navn "Kristi Kirke", men som ikke er en del af mormonbevægelsen
- Kristi Kirke København er en aktiv menighed, som har gudstjenester hver søndag på Frederiksberg. Den er en del af International Churches of Christ.